# Баранник Дмитро Панасович
Дмитро Панасович Баранник (7 листопада 1905, село Кабаннє Куп'янського повіту Харківської губернії, тепер смт Красноріченське Сєвєродонецького району Луганської області — 1974, місто Рубіжне, тепер Луганської області) — радянський партійний діяч, 1-й секретар Рубіжанського міськкому КП(б)У, 2-й секретар обласного комітету ВКП(б) Єврейської автономної області.

## Біографія
Народився в родині шахтаря. У 1918 році закінчив три групи сільської школи в селі Кабаннє. З квітня 1918 до листопада 1923 року наймитував у заможних селян села Кабаннє Куп'янського повіту Харківської губернії.
У листопаді 1923 — червні 1924 року — ремонтний робітник на Катерининській залізниці. У 1924 році вступив до комсомолу.
З червня 1924 до січня 1925 року наймитував у заможних селян села Кабаннє. У січні 1925 — вересні 1926 року — учень кустаря шевця в селі Кабаннє.
У вересні 1926 — червні 1927 року — курсант річної школи радянського і партійного будівництва в місті Ізюмі.
У липні — жовтні 1927 року — керуючий справами Кабанського районного комітету КП(б)У.
У листопаді 1927 — листопаді 1929 року — червоноармієць 9-го Кавказького стрілецького полку в місті Манглісі Тетріцкаройського району Грузинської РСР.
Член ВКП(б) з травня 1928 року.
У листопаді 1929 — березні 1930 року — політичний інспектор виконавчого комітету Кабанської районної ради.
У березні — серпні 1930 року — керуючий справами Кабанського районного комітету КП(б)У.
У серпні 1930 — лютому 1931 року — секретар Кабанського районного комітету комсомолу (ЛКСМУ).
У лютому — травні 1931 року — заступник секретаря Рубіжанського районного комітету ЛКСМУ.
У травні — листопаді 1931 року — інспектор Рубіжанської районної контрольної комісії.
У листопаді 1931 — жовтні 1932 року — секретар сільського осередку КП(б)У в селі Новокраснянка Донецької області.
У жовтні 1932 — березні 1934 року — інспектор Рубіжанської районної контрольної комісії.
У березні 1934 — квітні 1937 року — інструктор Рубіжанського районного комітету КП(б)У.
У квітні 1937 — травні 1938 року — секретар партійного комітету Рубіжанського хімічного заводу.
У травні — листопаді 1938 року — 1-й секретар Рубіжанського районного комітету КП(б)У Ворошиловградської області.
У листопаді 1938 — січні 1939 року — слухач Вищої школи партійних організаторів при ЦК ВКП(б) у Москві.
У лютому 1939 — березні 1940 року — в.о. 2-го секретаря обласного комітету ВКП(б) Єврейської автономної області. У березні 1940 — лютому 1942 року — 2-й секретар обласного комітету ВКП(б) Єврейської автономної області.
У лютому 1942 — лютому 1943 року — слухач Вищої школи партійних організаторів при ЦК ВКП(б) у Свердловську. У березні — серпні 1943 року — слухач Вищої школи партійних організаторів при ЦК ВКП(б) у Москві.
З вересня до грудня 1943 року — в резерві ЦК ВКП(б) у Москві.
У грудні 1943 — жовтні 1946 року — завідувач організаційного відділу Чернігівського обласного комітету КП(б)У.
У жовтні 1946 (затв. у січні 1947) — серпні 1952 року — 1-й секретар Рубіжанського міського комітету КП(б)У Ворошиловградської області.
З серпня до жовтня 1952 року не працював.
З жовтня 1952 року — начальник відділу робітничого постачання Рубіжанського хімічного комбінату.
Потім — пенсіонер. Помер у 1974 році.

## Звання
- капітан

## Нагороди
- ордени
- медаль «Партизанові Вітчизняної війни» 1-го ст.
- медалі